# The Branded Woman
The Branded Woman es una película dramática muda estadounidense de 1920 estrenada por First National Pictures. Está protagonizada por Norma Talmadge, quien también produjo la película junto con su esposo Joseph Schenck a través de su productora, Norma Talmadge Productions. La película está basada en una obra de Broadway de 1917 Branded, de Oliver D. Bailey y fue adaptada a la pantalla por Anita Loos y Albert Parker, quienes también la dirigieron.

## Trama
Como se describe en una revista de cine, Ruth Sawyer (Talmadge) es la infeliz víctima de un notorio matrimonio entre sus padres. Su abuelo, el juez Whitlock (Fawcett), repudia a su hijo y hace que su esposa Dot Belmar (Studdiford) jure nunca reclamar a su hija. El juez adopta a Ruth con el nombre de Sawyer y ella sólo la conoce como su tutor. Dot ahora está asociada con Velvet Craft (Serrano), que dirige una casa de apuestas. Dot decide golpear al juez a través de Ruth rompiendo su promesa y va a verla a un internado de moda. Dot es reconocida como una mujer notoria y Ruth es descartada como una estudiante indeseable. Su madre lleva a Ruth al garito y la inicia en sus repugnantes secretos. Cuando el juez regresa de Europa, acude inmediatamente a Ruth y la salva de la degradación de una vida así. Más tarde hace cerrar el estudio. Ruth está dividida por su marca. El juez le presenta a Douglas Courtenay (Marmont), un joven diplomático británico. Douglas es llamado a París, donde se le otorga un valioso puesto. El juez y Ruth cruzan a Europa en el mismo barco. Siguiendo el consejo de su abuelo, Ruth no le cuenta su historia a Douglas. Pasan varios años, Ruth y Douglas son felices en París con su pequeña hija, y Douglas ha avanzado constantemente en su carrera. Velvet entra en la vida de Ruth y ella le da dinero para comprar su silencio. Sin embargo, se equivoca cuando le da a Velvet varias perlas grandes de un collar. La firma donde lo compró su marido lo descubre cuando trae el collar para añadirle dos perlas más. La joyería pone a un detective tras la pista de Ruth y Velvet. Ruth finalmente se ve obligada a confesar, y Douglas da una luz equivocada a su explicación y dice que su fe en ella está destruida. Ruth regresa a la casa de su abuelo. Varios meses después, Douglas, completamente arrepentido, la encuentra y se van felices.

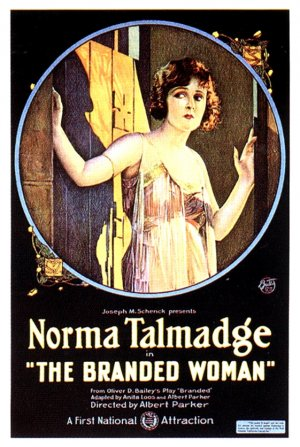
Cartel teatral

## Reparto
- Norma Talmadge como Ruth Sawyer
- Percy Marmont como Douglas Courtenay
- Vincent Serrano como Velvet Craft
- George Fawcett como juez Whitlock
- Grace Studdiford como Dot Belmar (también conocida como Grace Van Studdiford)
- Gastón Glass como William Whitlock
- Jean Armour como la Sra. Bolton
- Edna Murphy como Vivian Bolton
- Henry Carvill como Henry Bolton (acreditado como HJ Carvill)
- Charles Lane como Herbert Averill
- Sidney Herbert como un detective
- Edouard Durand como un joyero
- Henrietta Floyd como Miss Weir

## Estado de conservación
En la colección de la Biblioteca del Congreso se conserva una copia de The Branded Woman.